# Quièvrecourt
Quièvrecourt és un municipi francès situat al departament del Sena Marítim i a la regió de Normandia. L'any 2007 tenia 420 habitants.

## Demografia

### Població
El 2007 la població de fet de Quièvrecourt era de 420 persones. Hi havia 170 famílies de les quals 28 eren unipersonals (4 homes vivint sols i 24 dones vivint soles), 71 parelles sense fills, 63 parelles amb fills i 8 famílies monoparentals amb fills.
La població ha evolucionat segons el següent gràfic:
Habitants censats

### Habitatges
El 2007 hi havia 186 habitatges, 172 eren l'habitatge principal de la família, 9 eren segones residències i 5 estaven desocupats. Tots els 186 habitatges eren cases. Dels 172 habitatges principals, 150 estaven ocupats pels seus propietaris, 21 estaven llogats i ocupats pels llogaters i 1 estava cedit a títol gratuït; 22 tenien tres cambres, 44 en tenien quatre i 107 en tenien cinc o més. 133 habitatges disposaven pel capbaix d'una plaça de pàrquing. A 79 habitatges hi havia un automòbil i a 78 n'hi havia dos o més.

### Piràmide de població
La piràmide de població per edats i sexe el 2009 era:
| Homes | Edats   | Dones |
| ----- | ------- | ----- |
| 0     | 95 o +  | 0     |
| 0     | 90 a 94 | 0     |
| 0     | 85 a 89 | 0     |
| 0     | 80 a 84 | 0     |
| 16    | 75 a 79 | 4     |
| 0     | 70 a 74 | 8     |
| 20    | 65 a 69 | 32    |
| 8     | 60 a 64 | 8     |
| 20    | 55 a 59 | 16    |
| 12    | 50 a 54 | 24    |
| 16    | 45 a 49 | 12    |
| 20    | 40 a 44 | 12    |
| 24    | 35 a 39 | 24    |
| 4     | 30 a 34 | 8     |
| 20    | 25 a 29 | 4     |
| 4     | 20 a 24 | 12    |
| 20    | 15 a 19 | 20    |
| 16    | 10 a 14 | 24    |
| 12    | 5 a 9   | 4     |
| 8     | 0 a 4   | 4     |

## Economia
El 2007 la població en edat de treballar era de 277 persones, 202 eren actives i 75 eren inactives. De les 202 persones actives 193 estaven ocupades (104 homes i 89 dones) i 9 estaven aturades (2 homes i 7 dones). De les 75 persones inactives 39 estaven jubilades, 23 estaven estudiant i 13 estaven classificades com a «altres inactius».

### Ingressos
El 2009 a Quièvrecourt hi havia 186 unitats fiscals que integraven 465 persones, la mediana anual d'ingressos fiscals per persona era de 20.913 €.

### Activitats econòmiques
Dels 9 establiments que hi havia el 2007, 3 eren d'empreses de construcció, 1 d'una empresa de comerç i reparació d'automòbils, 1 d'una empresa d'informació i comunicació, 2 d'empreses financeres, 1 d'una empresa de serveis i 1 d'una empresa classificada com a «altres activitats de serveis».
Dels 2 establiments de servei als particulars que hi havia el 2009, 1 era un guixaire pintor i 1 perruqueria.
L'any 2000 a Quièvrecourt hi havia 11 explotacions agrícoles que ocupaven un total de 172 hectàrees.

## Poblacions més properes
El següent diagrama mostra les poblacions més properes.